# Ranieri Cupini
Samuele Ranieri Cupini (Lucca, 3 marzo 1904 – Roma, 11 maggio 1983) è stato un generale e aviatore italiano, pluridecorato pilota della Regia Aeronautica partecipò alla Crociera aerea del Decennale e fu vincitore della corsa Istres-Damasco-Parigi nel 1937. Dopo aver combattuto nella guerra civile spagnola e nella seconda guerra mondiale entrò nell'Aeronautica Militare Italiana, dove ricoprì l'incarico di comandante dell'Accademia Aeronautica, di comandante della IV Zona Aerea Territoriale di Bari e fu Presidente del Centro alti studi per la difesa (CASD).

## Biografia
Nacque a Lucca il 3 marzo 1904, e nel corso del 1923 entrò come Allievo Ufficiale nella Regia Accademia Aeronautica di Livorno, Corso Aquila.  Tra il 1 luglio e il 12 agosto 1933 prese parte alla Crociera aerea del Decennale, come secondo pilota dell'idrovolante S.55X I-BISE, ai comandi del capitano pilota Attilio Biseo. Tra il 20 ed il 21 agosto 1937 prese parte alla corsa Istres-Damasco-Parigi a bordo dell'S.79CS Sparviero (I-CUPI) appartenente alla 205ª Squadriglia da Bombardamento, vincendola insieme ad Amedeo Paradisi.
Il 9 aprile 1938, in piena guerra civile spagnola, assunse il comando del 111º Stormo Bombardamento Veloce "Sparvieri", equipaggiato con i bombardieri S.79 Sparviero, ma il 14 maggio successivo lasciò il comando al colonnello Aleandro Martire. Promosso colonnello per meriti di guerra a soli trentaquattro anni, partecipò poi alla seconda guerra mondiale, nel corso della quale fu comandante del 10º Stormo Bombardamento Terrestre. Il 18 ottobre 1942 fu insignito dell'onorificenza di Cavaliere dell'Ordine militare di Savoia.
Promosso generale di brigata aerea, sostituì il generale Attilio Biseo al comando dei reparti da caccia della 1ª Squadra aerea, il cui Quartier generale aveva sede presso la Caserma "Passalacqua" di Tortona. 
Dopo la firma dell'armistizio dell'8 settembre 1943, l'indomani fu catturato dai tedeschi a Tortona e deportato in Germania, rientrando in Patria nel corso del 1945. Transitato in forza alla neocostituita Aeronautica Militare Italiana, il 1 aprile 1946 assunse il comando dell'Accademia Aeronautica di Nisida, mantenendolo fino al 10 luglio 1949. Già il 24 giugno di quell'anno, con il grado di generale di divisione aerea, era stato nominato comandante della IV Zona Aerea Territoriale (Z.A.T.) di Bari, e nel 1951 fu promosso al rango di generale di squadra aerea. Mantenne tale incarico fino al 15 gennaio 1952, quando fu sostituito dal generale Mario Porru Locci.
Dal 10 settembre 1958 al 10 settembre 1960, data in cui lasciò il servizio attivo, fu Presidente del Centro alti studi per la difesa (CASD). A partire dal 19 novembre 1963  fu tra i membri del Gruppo di Lavoro per il progetto San Marco (GLSM). 
Il 31 agosto 1968 fu tra i soci fondatori dell'Associazione Trasvolatori Atlantici (A.T.A.). Si spense a Roma l'11 maggio 1983.

## Pubblicazioni
- Cieli e mari. Le grandi crociere degli idrovolanti italiani (1925-1933), Ugo Mursia Editore, Milano, 1973.
- 1928 anno glorioso dell'aeronautica italiana, Stacmor, Roma, 1978.
- Le imprese del maggiore pilota Carlo Del Prete, Tipolitografia della Scuola di applicazione Aeronautica militare, Firenze, 1979.

### Annotazioni
1. ↑  I primi tre corsi, Aquila, Borea, Centauro, furono ospitati nei locali della Regia Accademia Navale di Livorno, i successivi a Caserta.
2. ↑  Gli altri erano i professori Corrado Casci, Arnaldo Castagna, Luigi Broglio, Giuseppe Colombo, Riccardo Corelli, Ernesto Lensi, Bruno Peroni, Paolo Santini, Carlo Buongiorno, gli ingegneri Gianfranco Bartoli, Bruno Caprettini, Giovanni Cesarani, e il generale di brigata Giovanni Arciprete, quest'ultimo appartenente all'Aeronautica Militare.

### Fonti
1. ↑  Ufficio Storico dell'Aeronautica Militare 1969, p. 74.
2. ↑  Ferrari, Garello 2005, p. 157.
3. 1 2  Ferrari, Garello 2005, p. 159.
4. ↑  Quirinale.
5. ↑  De Maria, Orlando 2008, p. 85.
6. ↑  De Maria, Orlando 2008, p. 86.
7. ↑  Bollettino Ufficiale 1942, disp.46, pag.2468.
8. ↑  Bollettino Ufficiale 1933, suppl.4, pag.7.
9. ↑  Trotta 1978, p. 55.
10. ↑  Sito web del Quirinale: dettaglio decorato.